# Ахмедалларский мавзолей
Ахмедалларский мавзолей (азерб. Arğalı türbəsi) — мавзолей в селе Ахмедалылар Физулинского района Азербайджана, построенный в XIII веке.

## Архитектура
Мавзолей — восьмигранный и покрыт сомкнутым сводом. Идентичен расположенному неподалёку мавзолею Шейх Баби Иа’куба. Входит в группу восьмигранных мавзолеев без выраженной башенности, наряду с мавзолеем Шейх Баби Иа’куба, сейида Яхья Бакуви в Баку, мавзолеем в селении Xазра Габалинского района и другими.
Внутреннее пространство расчленено на подземный склеп и просторную верхнюю камеру. В мавзолее имеются два портала, декорированных резным геометрическим орнаментом. В верхней камере нет сеней.